# Слєсаренко Олександр Петрович
Олекса́ндр Петро́вич Слєсаре́нко (нар. 29 травня, 1962)  — Заслужений лікар України (2017),
Герой України (2022), полковник медичної служби. Очолював Чернігівський військовий госпіталь під час Широкомасштабного вторгнення рф в Україну.

## Біографія
Олександр Слєсаренко під час війни в Афганістані служив у складі 80-ї окремої розвідувальної роти 103-ї гвардійської повітрянодесантної дивізії, був відзначений радянськими нагородами.
За час служби у Збройних силах України очолив Чернігівський військовий госпіталь, став кандидатом медичних наук. Від початку війни на сході України Олександр Слєсаренко бере участь у наданні медичної допомоги військовослужбовцям українських збройних сил, неодноразово особисто виїздив на Донбас для безпосередньої участі в наданні медичної допомоги пораненим..
У ході російського вторгнення в Україну забезпечував охорону й оборону очолюваного ним госпіталю. Він організував цілодобове надання медичної допомоги пораненим, зокрема з операційним втручанням. Завдяки його роботі врятовано життя понад 450 військовослужбовців та 600 цивільних осіб, з яких 50 — діти.
11 квітня 2022 року указом Президента України Олександру Слєсаренку присвоєно звання Героя України.

## Нагороди та відзнаки
За особисту мужність і самовіддані дії, виявлені у захисті державного суверенітету та територіальної цілісності України, вірність військовій присязі також відзначений:
- орденом Данила Галицького[7]

Також раніш відзначався радянськими орденами:
- два ордени Червоної Зірки
- орден «За службу Батьківщині у Збройних Силах СРСР» ІІІ ступеня